# Katharine, hertuginde af Kent
Katharine, hertuginde af Kent (født som Katharine Lucy Mary Worsley, den 22. februar 1933) er gift med Prins Edward, hertug af Kent. Dermed er hun medlem af den britiske kongefamilie

## Katolik
Hun er særlig kendt for, at hun i 1994 konverterede til katolicismen.  Siden 1701 er hun det første medlem af kongefamilien, som offentligt er blevet katolik.
Katharine af Kent var medlem af Den engelske kirke, da hun giftede sig med hertugen af Kent. Derfor har hertugen stadig arveret til den britiske trone. 

## Interesser
Hertuginden er musikelsker, og hun har sunget i flere kor. Hun er også kendt for, at hun uddeler pokaler under Wimbledon-turneringen. Denne opgave hun har overtaget efter sin svigermor prinsesse Marina af Grækenland og Danmark.

## Titler
Da hun giftede sig med hertugen, blev hendes formelle titulering HRH The Duchess of Kent («Hendes kongelige højhed hertuginden af Kent»). I 2002 bad hun om i stedet at blive tiltalt som Katharine Kent eller Katharine, hertuginde af Kent. Sidstnævnte form bruges normalt af enker efter  hertuger eller fraskilte hertuginder. I officielle dokumenter bruger hoffet stadig den formelle titulering.

## Efterkommere
Hertugen og hertuginden af Kent har tre børn: 
- George Windsor, jarl af St. Andrews (født 1962), gift og har tre børn.
- Lady Helen Taylor (født 1964), gift og har fire børn.
- Lord Nicholas Windsor (født 1970), gift og har tre børn.